# Karen Fonteyne
Karen Denise Fonteyne (* 29. Januar 1969 in Calgary) ist eine ehemalige kanadische Synchronschwimmerin.

## Erfolge
Karen Fonteyne gewann bei den Panamerikanischen Spielen 1987 in Indianapolis im Duett mit Karen Sribney und mit der Mannschaft jeweils die Silbermedaille. 1991 sicherte sie sich bei den Weltmeisterschaften in Perth im Mannschaftswettbewerb ebenso Silber wie drei Jahre später bei den Weltmeisterschaften in Rom. Dazwischen gewann sie 1993 beim Weltcup in Lausanne im Duett mit Cari Read Bronze. 1995 belegte sie mit der Mannschaft bei den Panamerikanischen Spielen in Mar del Plata ein weiteres Mal den zweiten Platz. Ein Jahr darauf gehörte Fonteyne auch zum kanadischen Aufgebot bei den Olympischen Spielen 1996 in Atlanta. Zusammen mit Karen Clark, Sylvie Fréchette, Janice Bremner, Erin Woodley, Christine Larsen, Valérie Hould-Marchand, Cari Read und Lisa Alexander gelang ihr im Mannschaftswettbewerb mit 98,367 Punkten das zweitbeste Ergebnis des Wettkampfs, womit die Kanadierinnen hinter der mit 99,720 Punkten siegreichen Mannschaft der Vereinigten Staaten erneut die Silbermedaille gewannen. Bronze ging an Japan mit 97,753 Punkten.
Kurz nach den Spielen beendete sie ihre Karriere. 2006 wurde Fonteyne in die Alberta Sports Hall of Fame aufgenommen.